# Sloane Street

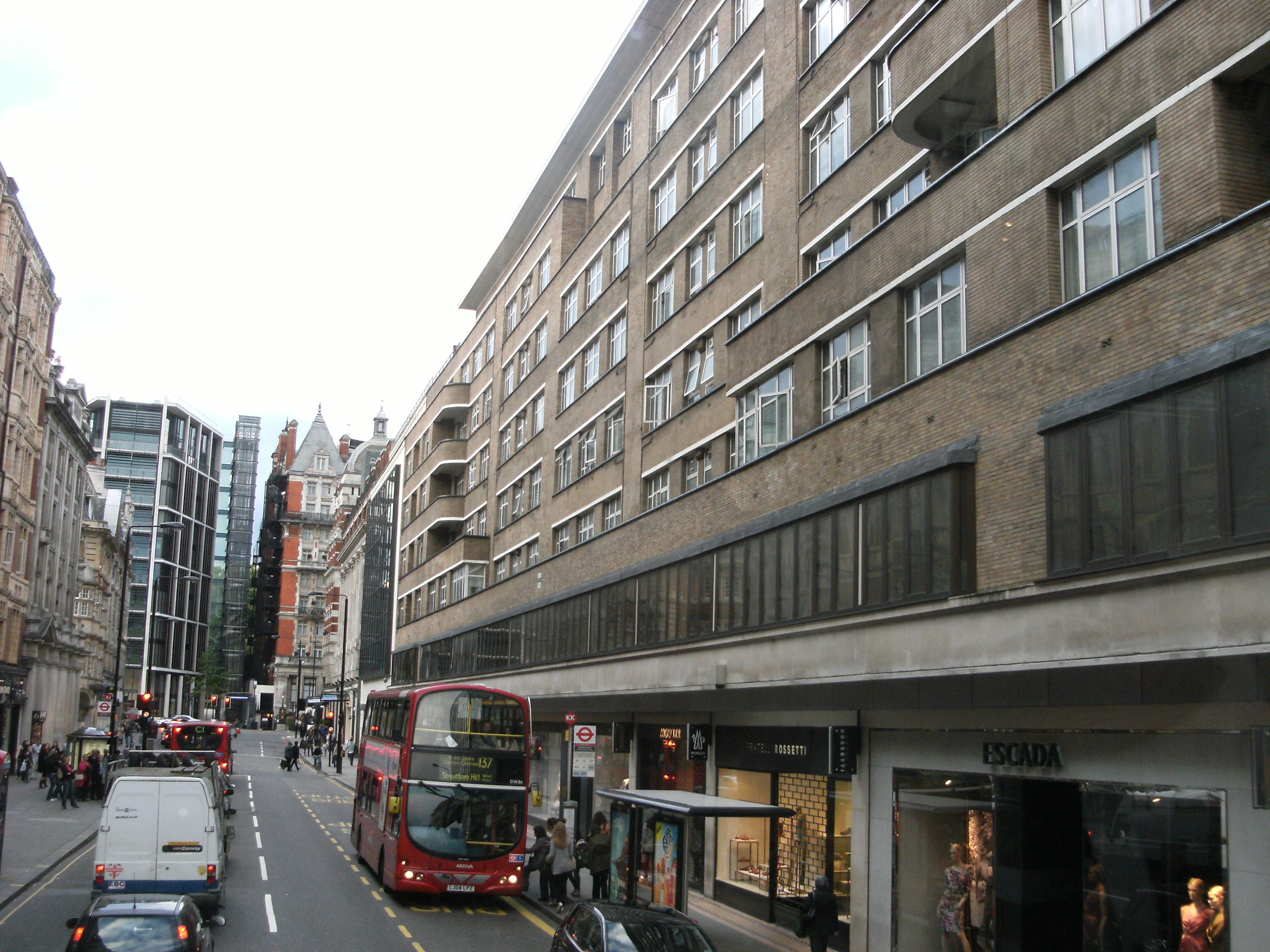
Sloane Street

Sloane Street ist eine Hauptstraße im Londoner Royal Borough of Kensington and Chelsea. Sie verläuft in Nord-Süd-Richtung von Knightsbridge zum Sloane Square; etwa auf halber Strecke kreuzt sie die Pont Street. Sloane Street ist benannt nach Sir Hans Sloane, der die Gegend 1712 gekauft hatte. Viele Liegenschaften an der Straße gehören noch immer seinen Nachkommen, den Earls Cadogan.

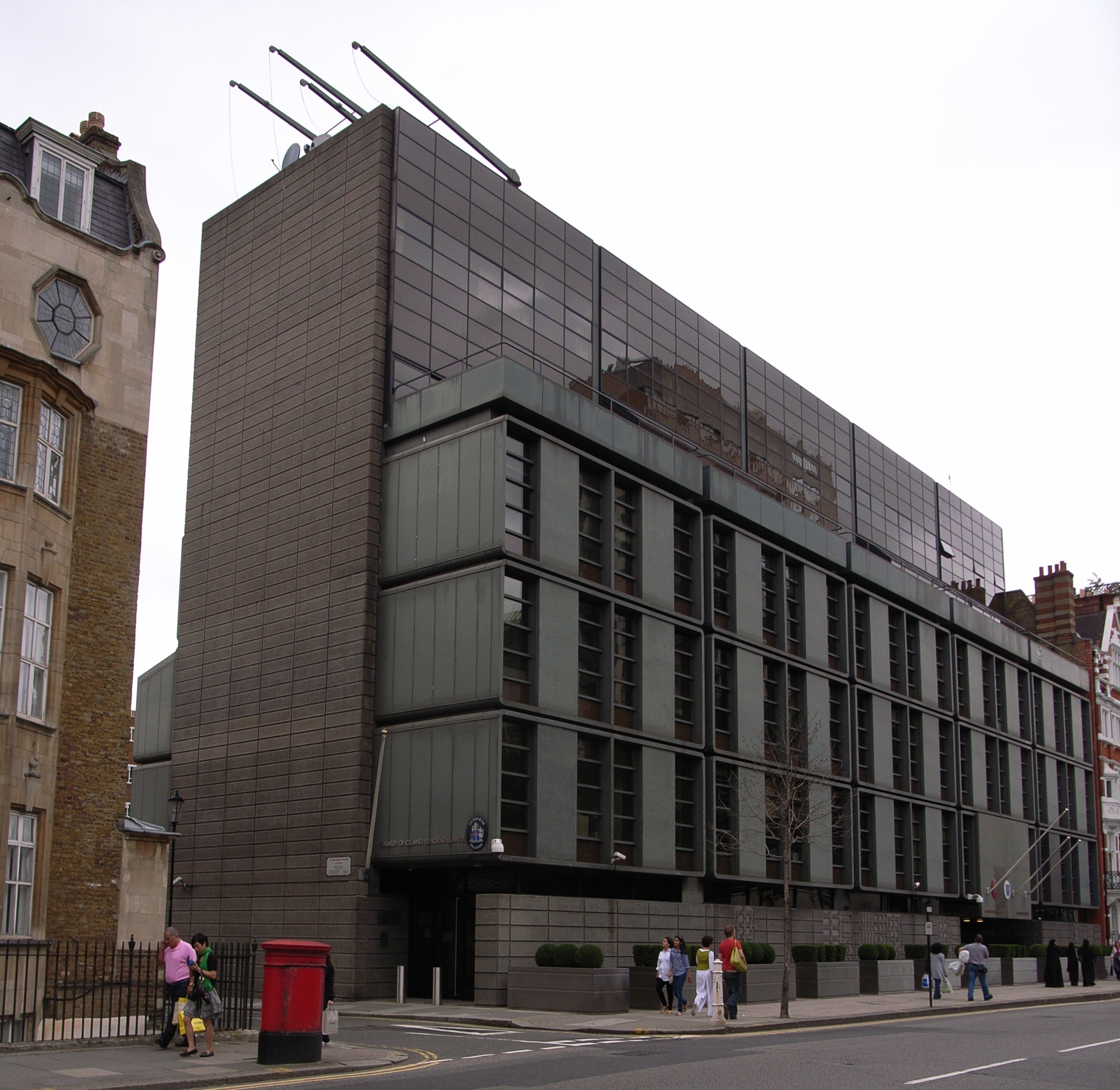
Die Dänische Botschaft in London trägt die Hausnummer 55

An der nördlichen Hälfte der Straße liegen einige moderne Wohngebäude mit 24-Stunden Portier-Service; das Cadogan Hotel und das Millennium Hotel sowie zahlreiche Flagship-Stores. An der Ecke von Knightsbridge und Sloane Street befindet sich das Luxus-Kaufhaus Harvey Nichols.
Viele Objekte gehören Dubais Herrscherfamilie um Muhammad bin Raschid Al Maktum.